# Gun chung
Gun chung (跟蹤, Literalment: Traçant), comercialitzada internacionalment com Eye in the Sky, és una pel·lícula de thriller d'acció de Hong Kong del 2007 protagonitzat per Simon Yam, Tony Leung Ka-fai i la guanyadora del concurs Miss Hong Kong Kate Tsui en el seu debut cinematogràfic. Yam i Tsui interpreten agents de vigilància cercant el rastre d'una banda de lladres professionals liderada per Chan Chong-Shan (Leung). El títol es deriva de la tecnologia de vigilància del casino "eye in the sky". Marca el debut com a director de Yau Nai-hoi, un guionista de pel·lícules de llarga trajectòria dirigida per Johnnie To, que va coproduir la pel·lícula amb la seva productora Milkyway Image. Eye in the Sky es va estrenar com a Selecció Oficial al Festival Internacional de Cinema de Berlín de 2007, i com a pel·lícula d'obertura al Festival Internacional de Cinema de Hong Kong. Va ser llançat per Edko Films a Hong Kong el 21 de juny de 2007.

## Argument
La pel·lícula comença amb un grup de lladres organitzats robant amb èxit una joieria. La nova recluta Piggy (Kate Tsui) es veu submergida en la seva primera tasca de vigilància treballant al costat del seu mentor, el sergent Wong (Simon Yam). Treballen per a l'Oficina d'Intel·ligència Criminal de la Força de Policia de Hong Kong. Després de revisar els enregistraments dels vídeos de vigilància de la joieria, la força intenta localitzar un dels lladres vigilant el barri on creuen que viu.
Fatman (Lam Suet) és identificat i rastrejat sense el seu coneixement mitjançant una combinació de cues, imatges de vigilància i extracció de dades, inclòs l'accés a la seva targeta Octopus. L'emboscada de la força s'estableix a l'escena del proper robatori, però l'esmunyedís Hollow Man (Tony Leung Ka-fai) s'adona de la policia. Quan els lladres fugen, alguns són assassinats per una Unitat Tàctica de la Policia, però la resta escapen. Chan mata un agent de policia uniformat mentre fuig, i en Piggy s'atura per donar els primers auxilis en lloc de continuar la persecució.
Aleshores, la unitat de vigilància és cridada a un altre cas;un segrest. Piggy està vigilant una cabina telefònica on el segrestador pot fer una trucada, quan veu passar Hollow Man. Ella reconeix el segrestador de l'edifici d'apartaments de Fatman i permet que la policia rescati la víctima segrestada, mentre ella persegueix Hollow Man. Després d'una tensa confrontació en un cafè, on Hollow Man s'enfronta a ella, ella escapa de la sospita, però Hollow Man s'adona del sergent Wong i li clava al coll unes tisores. Wong convenç Piggy de continuar seguint a Hollow Man mentre sagna lentament fins a la mort.
Piggy segueix Hollow Man al seu amagatall i torna a cridar a la Unitat Tàctica de la Policia. Mentrestant, Wong sobreviu a la seva lesió i rep atenció mèdica. En l'atac a l'amagatall, Hollow Man fuig per un moll i es fereix mortalment al coll passant per davant d'un ganxo penjat, i els altres lladres són capturats.

## Repartiment
- Simon Yam com el sergent Wong Man-Chin ('Dog Head')
- Tony Leung Ka-fai com a Chan Chong-shan ('Hollow Man')
- Kate Tsui com a agent Ho Ka-po ('Piggy'/'Bobo')
- Lam Suet com a Ng Tung ('Fatman')
- Maggie Shiu com a Madam
- Cheung Siu-fai com a inspector en cap Chan

## Recepció
La pel·lícula va rebre una acollida generalment favorable i va ser aclamada per l'atmosfera autèntica i fosca de la trama i l'ús realista de la tecnologia de vigilància per fer la història creïble. Una de les crítiques va ser que la pel·lícula era massa curta i, per tant, no era suficient per a aquells que busquen alguna cosa més
Perry Lam de la revista Muse va escriure, "Si el final de la pel·lícula és més que una mica artificiós i previsible, hi ha prou sorpreses pel camí per assaborir-ho abans que hi arribem".

### Festivals i premis
Eye in the Sky es va estrenar com a Selecció Oficial al Festival de Cinema de Berlín de 2007 i com a pel·lícula d'obertura al Festival Internacional de Cinema de Hong Kong.

## Premis i nominacions
| Premis i nominacions                                         | Premis i nominacions         | Premis i nominacions    | Premis i nominacions |
| Cerimònia                                                    | Categoria                    | Receptor                | Resultat             |
| ------------------------------------------------------------ | ---------------------------- | ----------------------- | -------------------- |
| 27ns Premis de Cinema de Hong Kong                           | Millor pel·lícula            | Eye in the Sky          | Nominat              |
| 27ns Premis de Cinema de Hong Kong                           | Millor director              | Yau Nai-hoi             | Nominat              |
| 27ns Premis de Cinema de Hong Kong                           | Millor guió                  | Yau Nai-hoi, Au Kin-yee | Nominat              |
| 27ns Premis de Cinema de Hong Kong                           | Millor actor                 | Simon Yam               | Nominat              |
| 27ns Premis de Cinema de Hong Kong                           | Millor actriu secundària     | Maggie Shiu             | Nominat              |
| 27ns Premis de Cinema de Hong Kong                           | Millor intèrpret nou         | Kate Tsui               | Guanyador            |
| 27ns Premis de Cinema de Hong Kong                           | Millor director novell       | Yau Nai-hoi             | Guanyador            |
| 27ns Premis de Cinema de Hong Kong                           | Millor muntatge              | David M. Richardson     | Nominat              |
| 2ns Asian Film Awards                                        | Millor muntatge              | David M. Richardson     | Nominat              |
| Premis de Cinema Cavall d'Or                                 | Millor director              | Yau Nai-hoi             | Nominat              |
| Premis de Cinema Cavall d'Or                                 | Millor actriu secundària     | Maggie Shiu             | Nominat              |
| Premis de Cinema Cavall d'Or                                 | Millor banda sonora original | Guy Zerafa              | Nominat              |
| Premis de Cinema Cavall d'Or                                 | Millor muntatge              | David M. Richardson     | Nominat              |
| 14th Premis de la Societat de Crítics de Cinema de Hong Kong | Millor actor                 | Tony Leung Ka-fai       | Guanyador            |
| 14th Premis de la Societat de Crítics de Cinema de Hong Kong | Pel·lícula de mèrit          | Eye in the Sky          | Guanyador            |

## Remake
El 2013 es va estrenar un remake sud-coreà titulat Cold Eyes protagonitzat per Sol Kyung-gu, Jung Woo-sung i Han Hyo-joo.